# Vision (gruppo musicale)
I Vision sono stati un gruppo hardcore punk statunitense formatosi ad Atlanta. In più di quindici anni di attività hanno pubblicato cinque album di studio, di cui uno, Watching the World Burn, su Epitaph Records.

## Formazione
- Dave Franklin - voce
- Paul Famula - chitarra, voce d'accompagnamento
- Pete Tabbot - chitarra, voce d'accompagnamento
- Todd Hamilton - basso, voce d'accompagnamento
- Matt Riga - batteria, voce d'accompagnamento

## Discografia

### Album studio
- 1994 - In the Blink of an Eye
- 1998 - The Kids Still Have Alot to Say
- 2000 - Watching the World Burn
- 2003 - Detonate
- 2004 - Just Short of Living